# 鄧艾
鄧 艾（とう がい、興平2年（195年）？ - 景元5年（264年））は、中国後漢末期から三国時代の魏の武将、政治家。字は士載（しさい）。荊州義陽郡棘陽県（現在の河南省南陽市新野県）の人。子は鄧忠・その他二名。孫は鄧朗・鄧千秋。曽孫は鄧韜（鄧朗の子）・鄧端理（鄧朗の子）。玄孫は鄧行（鄧韜の子）。内政・軍事問わず多くの功績を挙げ、姜維の北伐を幾度も防いだ。晩年には蜀漢へ征伐を行い、劉禅を降伏させた。（蜀漢の滅亡）

## 経歴

### 若き日
吃音であったが、知略と強い意志力を兼ね備えていた。幼くして父を亡くし、曹操が荊州を征した時に故郷から連行され、汝南の屯田民とされた。12歳になったとき、母に連れられ潁川に赴き「文は世の範たり、行ないは士の則たり」と書かれた陳太丘碑文を読んで、自ら名を鄧範、字を士則と名乗った。後に、一族で同じ名をつけた者が出たので、名を鄧艾、字を士載と変えた。12、3歳にして県から召しだされて役人となり、同い年の石苞とともに襄城典農部民に配属された。ちょうど陽翟出身の謁者である郭玄信が御者を探していたので、典農司馬は石苞と鄧艾を与えた。郭玄信は、彼らと語り合いながら十里あまり歩くうちに気に入り「あなた方は後に九卿・宰相に昇るだろう」と言った。
その後、都尉学士となったが、吃音のせいで周りから疎ましがられたため中々出世できず、苦学して典農の属官である稲田守叢草吏となることができた。同じ郡役人の父が鄧艾の家の貧しさに同情し、鄧艾に手厚い援助を施したが、鄧艾は全く御礼を言わなかった。この頃、彼は高い山や広い沼地などを見かけると、いつも軍営を設置するのに適当な場所を探そうと測量を行ない、それを地図に書き記していた。当時、彼のこの行動を奇異であるとして嘲笑する者が多かったという。典農綱紀・上計吏と昇進し都に使者として赴いたとき、司馬懿に謁見できることとなった。司馬懿は彼の才能を高く買い、鄧艾を属官に任命し、次いで尚書郎に昇進させた。

### 富国強兵に努める
当時、田地を拡大して穀物を蓄え、賊国（呉）を滅ぼすための基礎とする計画が立てられた。鄧艾は陳項以東寿春までの地域に派遣され、そこで視察を行なった。視察を行なっていく中で、この辺り一帯の田地は良質であるが水が少ないため、十分に土地から収穫を上げられていないと指摘した。このため渠を開き、水を引いて灌漑することにより、大いに食糧を収穫することができ、また水運の道も通すことができるのだと考えるに至った。鄧艾は都に戻ると、運河整備の必要性を司馬懿に強く説き、『済河論』という書を著して、その趣旨を皆に説明した。また、それと合わせ「昔、黄巾が破れたことで屯田を行ない、許都に穀物を蓄えて四方を制しました。今や三方面はすでに平定され、淮南の地域のみが残されております。また大軍が侵攻するごとに、半数以上の兵を遠方より送り出すため莫大な費用を浪費し、大きな負担となっております。そこで、陳・蔡の間の土地は低湿で田質が良いため、許都付近の稲田を廃して、水路を併せ東下させるのが宜しいかと思います。淮北において二万人を、淮南においては三万人を屯田させ、十分の二ずつを交代して休ませ、常に四万人で耕田しつつ守備に当たらせるのです。水は豊富にあるので、常に西方（隴右屯田）の三倍は収穫が期待できます。計算しますに、諸経費を除いても毎年五百万石を超える穀物を軍の兵糧として提供できるため、六・七年間もすれば三千万石を淮水の沿岸地域に蓄積することができ、これは十万の将兵の五年分の糧食に当てることができます。これを基として呉の隙に乗じれば、どんな大規模な遠征でも勝利を得られることでしょう」と進言した。司馬懿は進言を容れ、全て実行に移した。
241年、ついに運河が完成した。これにより、淮南で事変が生じて軍兵を興すことになった際には、いつも船団を容易に長江・淮河に到達させることができるようになった。251年、王淩が曹彪を神輿に担ぎ謀叛を起こさんとするも、此れが為に司馬懿の船団に急行され頓挫した。

### 武功を立てる
その後、参征西軍事となり、南安太守に昇進した。249年、姜維が雍州へ侵攻してくると、郭淮につき従いその侵攻を防いだ。姜維が攻勢を諦めて退却を開始すると、郭淮はそれに乗じて、姜維に協力していた羌族の攻撃に向かった。鄧艾は、姜維が退却したとはいえまだそう遠くには至っていなかったため、こちらの動きを知ると引き返してくるのではないかと思った。そのため郭淮に、諸軍を分けて一部を備えとして残し、不慮の事態に備えるべきであると進言した。郭淮は鄧艾を留めて白水の北に駐屯させた。三日後、姜維は廖化を派遣し、白水より南下して鄧艾の陣営の向かい側に陣営を構築した。しかしこの時の鄧艾軍の兵数は乏しく、兵法から見てもこのまま渡河して攻めてくるのが正攻法であった。このため鄧艾は、姜維の軍勢が急いで引き返してきたものの、橋を作ろうとせず長期戦の構えを見せたことを不審に思い、姜維が廖化をこちらに対峙させ自分達の動きを封じておく間に、姜維自身が東より洮城を攻撃するという作戦に違いないと考えた。洮城は白水の北にあり、鄧艾の陣営より六十里の距離があった。鄧艾は、諸将に命じてその日の夜間に密かに軍を移動させ、洮城へ急行した。狙い通り姜維は渡河して洮城へ押し寄せてきたが、鄧艾が既に城に立て篭っていたので、諦めて退却した。この功績により、関内侯の爵位を賜り、討寇将軍の号を加えられ、後に城陽太守へ転任した。

### 献策を行なう
この当時、并州で右賢王劉豹が五部匈奴の一部族として大きな勢力を持っていた。鄧艾は司馬師に対し「蛮族どもは獣の心を持っており、道義によって従わせることができません。また勢力が大きいときは侵攻し、小さいときは内属します。周の宣王の時代には玁狁（匈奴の先民）の侵攻があり、漢の高祖の時代には冒頓単于により平城が包囲を受けるなど、匈奴はひと度盛んになるごとに、大きな災厄をもたらしてきました。そのため対策として、単于を（匈奴主力の）域外に出させ、部族長らと距離を置かせるようになってきてから、これを誘致し側仕えとして参内させるようになりました。これにより蛮族どもは統御者を失い、離合を繰り返すようになりました。また単于を国内に留めておく事で、万里の彼方までを規則に従わせることができるようになりました。しかし今、単于の尊厳が日を追うごとに墜ち、外地の異民族の威光が次第に重くなりつつあるため、再び彼らに対し備えを深くしておく必要が出てきました。この度、劉豹の部族に叛乱が起きたと聞き及んでおりますゆえ、これに乗じて彼らを分裂させ二国とし、その勢力を削ぐのです。かつて匈奴の去卑が、武帝（曹操）の時代において功績が顕著でしたが、その子は父業を継いでおりません。そこでその子に顕号を加え、雁門に住まわせればよろしいでしょう。国を分裂させて力を弱め、さかのぼって昔の勲功績で恩賞を取らすことにより、長きにわたり国境を統制することが可能となります」と進言した。
また合わせて「蛮族の内、民衆と同じ所に住んでいる者を段階的に追いやり、集落の外に居住させて廉恥を弁える教育を行ない、邪悪への道を閉ざされますように」と進言した。司馬師はまだ政権を握って間もない頃であったが、鄧艾の意見のほとんどを採用した。
次いで汝南太守に転任し、任地に赴くとかつて鄧艾を厚遇してくれた役人の父を尋ね求めたが、とうの昔に亡くなっていたため、下役を遣わしてこれを祭らせ、その母に多くの贈り物を与え、その子を計吏に推挙した。鄧艾は各任地で荒野の開拓を行ない、軍民を共に豊かにした。
253年、呉の諸葛恪が合肥新城を包囲攻撃したが、毌丘倹らに阻まれ、諦めて撤退した。鄧艾は司馬師に対し「孫権が死んでから、呉の重臣たちは未だ孫亮に心から従属しておりません。呉の名家豪族はみな私兵を多く持っており、充分に独立できる力を有しております。諸葛恪は政権を握ったばかりだというのに、内心ではその主君を軽んじており、上下関係を慈しんで国内の基礎を固めることを行わず、対外政策にかかりきりになり、民を容赦なくこき使っております。また、軍兵のほとんどを動員したにもかかわらず合肥新城攻略に失敗し、万を超える死者を出して災禍を抱えたまま国に帰還しました。まさに、諸葛恪が罪を受ける時であります。昔（春秋戦国時代）、伍子胥・呉起・商鞅・楽毅はみな当時の君主に信任されましたが、主君が死ぬと失脚しました。ましてや諸葛恪の才は四賢ほどではなく、大きな災厄を免れる配慮も行なっておりません。彼の破滅の日は近いうちに訪れましょう」と言った。諸葛恪は帰国すると孫峻らのクーデターにより殺され、果して鄧艾の言う通りとなった。然し皮肉にも予言を的中させた10年後、鄧艾自身も経緯こそ違えど諸葛恪の轍を踏み成都で敗死する。
兗州刺史に昇進し、振威将軍の号を加えられた。この時期、鄧艾は上奏し「国家の急務はただ農事と軍事であります。兵が強ければ戦に勝ちますが、国富の源となる農事こそ勝利の基本であります。孔子曰く“食足りて兵足る”と。食は軍備の前にあるものです。上席が爵位を設けて勧農しなければ、下者において蓄財の効果を上げることはできません。治績評価の際の恩賞を、穀物を備蓄し民を豊かにした者に優先して与えれば、上辺だけで取り繕うような交際の道を根絶し、表面を飾るような風潮も源から絶えさせることができるでしょう」と述べ、農耕の重要性を強く説いた。
曹髦（高貴郷公）が帝位に即くと、方城亭侯に進封された。

### 毌丘倹の乱
255年、揚州を守備していた毌丘倹・文欽が反乱を起こし淮南で蜂起した。毌丘倹が早足の者を使者として中央に派遣して文書を送り、大衆を混乱させようとしたが、鄧艾は真っ先にこれを斬った。司馬師が逆賊討伐の命を下すと、鄧艾は泰山の諸軍1万余の兵の指揮を執り、通常の倍の速度で進軍し、諸将に先んじて楽嘉城に赴き浮橋を作った。司馬師が到着すると、そのまま楽嘉城を拠点とした。このとき、毌丘倹が項城に移り城を堅守し、文欽はその城外で遊軍となって司馬師の襲来に備えていた。鄧艾はわざと敵軍に隙を見せて文欽を楽嘉に誘い出し、大軍でもって散々に打ち破った。鄧艾が丘頭まで追撃すると、文欽は呉に亡命した。このとき、呉の孫峻らは十万と号する軍兵で長江を渡ろうしていた。諸葛誕は鄧艾を派遣して肥陽に拠らせ、呉軍の迎撃に当たらせた。だが鄧艾は、肥陽が敵の勢力とは遠く、要害の地ではないとして、附亭に駐屯地を移した。そこで諸葛緒らを派遣して黎漿で戦わせ、敵を逃走させた。乱が鎮圧されると、召還されて長水校尉に任命された。また、文欽らを破った功により方城郷侯に進封され、行安西将軍となった（毌丘倹・文欽の乱）。

### 北伐の防衛
255年、蜀漢の姜維が隴西郡に侵攻すると、雍州刺史の王経が迎撃に当たったが、洮西で蜀軍に大敗した。王経は数万の兵を失い、狄道城に退却するも蜀軍に包囲された。鄧艾は、陳泰とともに王経の救援のため狄道に向かい、包囲を解いて姜維を鍾堤まで撤退させた。功績により安西将軍・仮節・領護東羌校尉となった。(狄道の戦い)
この時多くの者は、姜維の力はすでに尽きているため、改めて備えをする必要はないだろうと言った。だが鄧艾は真っ向から反論し、姜維が再び攻めてくる理由を五つ挙げた。「王経の洮西での敗北は小さな失敗ではない。軍が破れ将が殺され、米倉が空となって住民が離散し、洮西は崩壊寸前である。今、作戦の面からいえば、姜維に勝ち戦の勢いがあり、我が方は虚弱の実態にある。これが第一の理由である。敵軍が上下ともよく訓練されており、武器も鋭利であるが、我が方は将が王経から私に替わり兵も新たに派遣されたばかりで、武具も未だ不十分である。これが第二の理由である。敵が船で行軍し、我が軍は陸を進んできたのであり、苦労は同じではない。これが第三の理由である。狄道・隴西・南安・祁山には各々守備を置かねばならず、敵が一か所に専念できるのに対し、我が方は分散しなければならぬ。これが第四の理由である。南安・隴西では糧食を羌族の穀糧に頼ることになるが、もし祁山に向かえば、千頃にわたり成熟した麦がある。姜維は必ずこれに釣られてくるだろう。これが第五の理由である。賊軍どもは小賢しい策略を持っているのだから、その到来は間違いないであろう」と言い、備えを怠らなかった。
256年、鄧艾の予想通り姜維は祁山に向かったが、鄧艾がすでに防備を固めていると知ると、方向を変えて董亭より南安に進路を取った。鄧艾は姜維の行路に先回りを行い、武城山に拠って姜維と対峙した。姜維は鄧艾と要害の地を争ったが打ち破ることができなかった。そのため、その夜に渭水を渡って東へ向かい、山に沿って上邽に赴いた。鄧艾は再び進路を遮断して段谷にて迎え撃った。このとき姜維は、鎮西大将軍の胡済に鄧艾軍の背後を取るよう命じて、挟撃しようとした。だが、鄧艾は敵軍の動きを読んでおり、胡済は計画の通りに合流できなかったため、攻勢に失敗した。このため姜維は諦めて退却したが、鄧艾は猛追撃を行い、逃げ惑う蜀軍を散々に撃ち破った（段谷の戦い）。鄧艾軍は、2桁にのぼる敵将を斬り、4桁の兵の首級をあげ、捕虜と討ち取った敵兵を合わせると1万人に近かったといわれる。詔勅により、鄧艾は鎮西将軍・都督隴右諸軍事に任命され、鄧侯に進封された。さらに、五百戸を分割して子の鄧忠も亭侯にとりたてられた。
257年、諸葛誕の反乱に呼応する形で、姜維が侵攻してきたため、大将軍司馬望が迎撃に当たった。鄧艾は一軍を率いてその救援に向かい、長城において姜維を迎え撃ち、その侵攻を拒いだ。姜維は鄧艾らの陣地を力攻めでの突破は難しいと判断し、少しの距離をとって陣を構築し長期戦の構えを取った。鄧艾と姜維は約半年の間対峙を続けたが、諸葛誕が敗北したとの報を聞き、姜維は撤退した。功績により征西将軍に昇進し、その前後の加増によって合計六千六百戸となった。
262年、またも姜維は北伐を敢行した。鄧艾は、侵攻してきた姜維を候和にて迎撃に当たり、打ち破った。敗れた姜維は軍を退却させて沓中まで後退した。

### 蜀漢攻略
263年、大将軍司馬昭は蜀征伐の軍を興し、自ら陣頭指揮を執った。鄧艾は隴右一帯の諸軍を指揮して沓中に進み、そこに駐屯していた姜維と対峙した。鄧艾はそこで各軍に命を下し、雍州刺史諸葛緒には姜維の背後を突き退路を遮断させ、天水太守王頎らには直ちに姜維の軍営を攻めさせ、隴西太守牽弘らにはそれより手前で邀撃させ、金城太守楊欣らには甘松に向かわせた。その頃、鍾会は10万を率いて別の道から漢中に軍を進めていた。姜維はそれを聞くと、鍾会を防ぐため国に帰還しようとした。姜維が撤退し始めるのを見ると、楊欣らは姜維の追撃を行い、彊川口まで追い打ちを続けた。姜維は撤退を続けたが、諸葛緒がすでに退路を塞いで橋頭に駐屯していると聞いたため、孔函谷を迂回して諸葛緒の陣営の背後に出るように見せかけた。諸葛緒はこれに釣られ、姜維の迂回を防ぐため三十里ほど後退した。姜維は諸葛緒の軍が退いたと聞き、手薄になった橋頭より退却した。諸葛緒は過ちに気付き急いで姜維の退路を遮ろうとしたが、一日の差で及ばなかった。姜維は何とか東へ引き上げ、剣閣の守備につき、鍾会に備えた。剣閣に軍を進めた鍾会は、すぐさま姜維に攻勢をかけたが、剣閣の守りは固く攻略することはできなかった。 
鄧艾は、剣閣が険阻であり容易に落ちないであろうと判断し、上奏して述べた。「今賊軍を叩きのめした所ですから、当然この勢いのまま攻めるべきです。陰平より横道を通って漢の徳陽亭を経て涪へ向かえば、剣閣から百里、成都から三百余里の地点に出る事になり、奇兵で敵の中心部を衝く事になります。そうなれば、剣閣の守備兵は必ず涪に駆けつけましょうから、鍾会は容易に剣閣を進突破できるでしょう。逆に剣閣の軍が駆けつけなければ、涪に対応する兵は少なくて済みましょう。孫子の兵法書には、“その備え無きを攻め、その意（おも）わざるに出る”とあります。今、敵の手薄な所を急襲すれば、破るのは必定です」と。
10月、鄧艾は陰平道より無人の地を行くこと七百余里に渡って行軍した。山に穴を空けて道を通し、谷には橋をかけて渡った。山は高く谷は深く、作業は困難を極めた。また兵糧輸送にも行き詰まり、餓死の危機にもさらされた。鄧艾は氊に自らの体を包んで、転がりながら谷を下った。将兵は、みな木につかまり崖をよじ登って、連なって前へ進んだ。長い困難の末、ようやく先陣が江油に到達すると、蜀の守将の馬邈は驚き、すぐさま降伏した。
鄧艾出現の報を聞くと、蜀の衛将軍諸葛瞻は涪から綿竹へ引き返し、陣を並べて鄧艾を待ちかまえた。鄧艾は、子の鄧忠らを遣って敵軍の右陣に出し、司馬の師纂らにはその左陣に出して攻略に当たった。だが、鄧忠・師纂は打ち破れず敗北し、いずれも帰還すると、敵軍は強大であり打ち破ることはできないと言った。鄧艾はこれに怒り、弱気な発言をした鄧忠・師纂らを叱呵し、これを斬ろうとしたが、考え直してもう一度だけ機会を与えた。鄧忠・師纂は改めて死に物狂いで戦い、これを大いに破り、諸葛瞻および尚書張遵らの首を斬った。鄧艾は綿竹を占拠すると、さらに軍を進めて雒に到った。このとき蜀軍の主力は剣閣に集中していたため、もはや成都を守り切る力は無く、劉禅は使者を遣わして皇帝の玉璽と綬を鄧艾に渡し、降伏を願い出た（蜀漢の滅亡）。鄧艾が成都に至ると、劉禅が太子・諸王および群臣六十四人を引き連れ、手を後ろに縛り棺をかついで軍門に出頭し書を奉って述べた、

「長江と漢水に区切られ、不思議な運命にあやつられ、蜀の地をよすがとして片隅に隔絶し、天運を犯して強引に居座り、次第に年を経、かくて都と一万里を隔てたままとなりました。常に思うことには、黄初年間、文皇帝(曹丕)が虎牙将軍の鮮于輔に命ぜられて、内密の詔を宣示され、三つの好条件を提示されるという恩寵を受け、門戸を開かれたことがありました。大義が明らかでありましたにもかかわらず、不徳かつ暗愚な私は、前代の遺産を盗み貪り、俛仰のうちに年を重ね、未だご教示に従おうとはしませんでした。天威はすでにふるわれ、人間も鬼神も、有能なる人に帰順するのが定めでございます以上、皇軍に対して恐れおののき、神軍のおられる所に、態度を改め帰順してご命令に服従せずにはおれません。すぐに指揮官たちに対しては戈を投げ棄て鎧を脱ぐように、官庁や金銀などの倉庫に対しては少しも破壊することのないようにと命じました。民衆は野良に満ち、余った食糧は田畑に置いたままですが、後に施される恩沢を待ち望み、人民の生命を全うしてくださるものと存じます。伏して考えますに、大いなる魏は恩徳を敷き教化を施し、伊尹、周公旦の如き賢者を宰相とし、寛大な心をもって罪ある者を容赦なさっておられます。謹んで勝手に任命いたしました侍中の張紹、光禄大夫の譙周、駙馬都尉の鄧良に、印綬を奉らせて、ご命令を請い、真心を披瀝いたさせます。敬んで忠誠を捧げ、この身の存亡処置は、ただお裁きのままに従うものであります。棺を背にお側近くにおりますゆえ、これ以上くだくだしく申しあげません。」

鄧艾は節を執り縛を解いて棺を焼き払い、彼らを受け入れて罪を許した。
張紹と鄧良は雒県で鄧艾と会見し、鄧艾は返書を送って述べた、

「国家の政綱が道義を失うと、群雄並び興り、龍虎相戦うこととなりましたが、遂に権力は真の君主に帰着いたしました。これこそつまり天命去就の道理であります。古の聖天子より、漢・魏に及ぶまで、天命を受けた王者は、みな中原より出ておられます。黄河からは図(『河図』)が出、洛水からは書(『洛書』)が出、聖人はこれらに則って、大業を起こされたのです。そもそもこれによらない者で、失敗しなかった者はありません。（後漢成立の前）隗囂は隴を根拠としましたが亡び、公孫述は蜀を根拠としましたが滅びました。これらはみな前代における参考にすべき失敗です。聖上におかせられては英哲であられ、宰相は忠誠賢明で、その隆盛は黄帝軒轅に匹敵し、功績は過去の時代と肩を並べんとしておられます。命令を受けて来征し、喜ばしい言葉を聞きたいと思っておりましたところ、果たして使者の方がおいでになり、徳高きお知らせをいただきました。これは人のできる事ではなく、天の恵みでありましょう。昔、（殷の）微子は周に帰順して、実に上賓の待遇を受けました。君子豹変すという道理が『易』にあります。お寄せくださった言葉は慎ましやかであり、棺を背負うという降伏者の礼をお取りになりましたが、それはすべて前代の偉人が天命に帰す際にとる規則にかなっており、（同じ降伏するにしても）国家を傷つけないのを最上とし、国家を破滅させるのを劣ったものとします。道理をわきまえ、物事に通じた者でなければ、どうして王者の義を見てとることができましょうか。」

劉禅はまた太常の張峻、益州別駕の汝超をやって指図を受けさせ、太僕の蒋顕をやって姜維に勅命を与えた。また尚書郎李虎に官民の戸籍簿を送らせた。それによると、戸数二十八万、男女の人口九十四万、武装した将兵十万二千、官吏四万、米四十余万石、金銀おのおの二千斤、錦とあや絹の類おのおの二十万匹、他の物資もこれと比例していた。
鄧艾は略奪をせず、降伏者を元の仕事に復帰させたので、蜀の民に称えられた。また、魏朝廷の許可を得ず独断で、劉禅を行驃騎将軍とし、太子を奉車都尉、諸王を駙馬都尉とした。蜀の重臣たちもそれぞれ元の官位に従い魏の官職を授けたり、ある者は鄧艾の属官となった。師纂に益州刺史を、隴西太守牽弘らに蜀中の諸郡太守を兼任させた。また、綿竹で京観を築き、戦功の記念とした。その後、戦死した魏軍の将兵を（一度は京観にした）蜀兵の遺体と一緒に埋葬している。
鄧艾は大層自分の手柄を自慢し、蜀の士大夫に向かって「諸君は私に会ったお陰で、今日の日を迎えられるのだ。もし(後漢初期に蜀を攻め滅ぼした)呉漢のような男に出会っていたならば、とっくに破滅していただろう。」といった。また「姜維は彼なりに当代の英雄であるのだが、私と遭遇したために追い詰められたのだ。」とも言った。有識者は皆これらの発言を嘲笑したという。鄧艾は李密の名を聞いて、主簿になってほしいと要請し、さらに招待の手紙を送って会いたがったが、李密はどちらの場合も出向かなかった。李密の祖母が高齢であったので側にいて孝養を尽くすことを念願したのである。
蜀討伐の功績により、鄧艾は太尉に任命され、二万戸を加増された。すでに70歳に近い老年であった。二人の子も亭侯に封じられ、千戸の領地を与えられた。

### 鍾会の乱と死
鄧艾は、その後も成都に駐屯し、勢いのままに呉を征伐する計画を立てた。まずは、将兵を休ませながら農業を盛んにおこない、同時に造船を行い長江を下って呉に進軍する準備を始めた。また、劉禅を成都に留め置いて厚遇することにより、呉の孫休に降伏を促す材料になると思い、劉禅を扶風王に奉じて財産を戻そうとした。鄧艾がこれらの旨を司馬昭に申し入れると、司馬昭は衛瓘に命じ鄧艾を戒め、自分の考えだけで勝手な行動を起こさないよう注意した。だが、鄧艾は「蜀を滅ぼした今、一刻も早く呉を討伐するべきであると考えます。朝廷からの命令を待っていると機を逸してしまう恐れがあります。『春秋』によれば、大夫は国外に出たら、国益のために独断専行を行ってもよいことになっております」と反論した。
鍾会が、鄧艾の行動は反逆行為に当たると糾弾し、反乱するのは最早時間の問題であると上奏すると、胡烈・師纂らもそれに同調した。そのため、間もなく詔書が下り、鄧艾は反逆者とされ、衛瓘に捕えられて囚人護送車によって都へ送還されることになった。孫盛の史書『魏氏春秋』によると、鄧艾は天を仰ぎ嘆息し「私は忠臣であった。白起の惨い運命が、今日に再現したのだ」と言ったが、皮肉にも10年前に己が破滅を予言した諸葛恪の轍を己で踏み抜けただけであった。
鄧艾が捕らわれた後、鍾会は成都に入った。鄧艾の護送車が成都を発つと、鍾会・姜維らはクーデターを起こしたが、失敗に終わり殺された。そのため鄧艾配下であった将兵たちは囚人護送車を追いかけ、彼を助け出しそのまま帰途についた。だが、衛瓘がそのことを知ると、鍾会の命を受けて鄧艾を逮捕したことに関し、自分が後に鄧艾・鄧忠父子に報復されるかもしれないと恐れた。そこで、田続を唆し、鄧艾の軍勢を追撃させた。田続は、綿竹の西で鄧艾の姿を捉え、子の鄧忠と共々に殺害してしまった。
習鑿歯『漢晋春秋』によると、田続はかつて江油において進軍を拒んだことにより、鄧艾に斬られそうになったことがあった。つまり私怨があった田続を利用したとするが、陳寿の本文（鍾会伝）では、田続は鍾会に従軍しており、『漢晋春秋』の記述と食い違っている。

### その後
洛陽にいたその他の子も反逆者への連座として処刑され、妻と孫は西域へ流罪となった。鄧艾は久しく隴右の地に滞在しており、また士卒からも慕われていたことから、司馬昭は益州の地で動乱が起こることを恐れ、唐彬を密かに派遣して情勢を探らせた。唐彬は成都での視察を終えて帰還すると司馬昭に対し、次の様に報告した。

265年、晋の司馬炎は「鄧艾は功績を誇り節義を失ったため、大罪に陥った」が、情状酌量の余地はあるとして妻と孫の帰還を許し、後継者を絶やすことの無いように命じた。
樊建は司馬炎に額を地に着けてお辞儀をし、次の様に述べたという。

267年、段灼は鄧艾を弁護して次の様に述べている。
当時過去刑に処されたものを弁護することは、過去の皇帝の誤りを申し立てることでもあり、自らの失脚につながる行為であった。ましてや反逆者として処刑された者の名誉回復の嘆願をするなどは、命懸けの所業でありまず受け入れられないものだった。しかし段灼の嘆願は実を結び、273年、司馬炎は功績を評価して名誉を回復すると共に、孫の鄧朗を郎中に取り立てた。泰始年間、羌が大挙して反乱を起こしたが、鄧艾の築いた砦のお蔭で官民ともに安全を保てたという。

## 評価
『三国志』の著者陳寿は、鄧艾を「強い意志力で功績を打ち立てた。しかし災いを防ぐ配慮に欠けていた」と評している。
一農政官から身を挙げた鄧艾は多くの人々に慕われ、彼の死後長きに亘って多くの鄧艾廟が作られ、一部が現存している。また、現在でも吃音の人を励ます例として、鄧艾の立志伝が引き合いに出されることがある。蜀漢の人物が好意的に書かれる『三国志演義』の影響が強い中国で、魏の人物が好意的な例えに用いられることは珍しい。
唐の史館が選んだ中国史上六十四名将に選ばれている（武廟六十四将）。魏で選ばれたのは彼と張遼だけである。

## 三国志演義
小説『三国志演義』でも正史同様に知略・意志力に優れる上に、一騎討ちで猛将の文鴦や姜維と互角に渡り合うなど、優れた武勇の持ち主として描かれている。
255年の狄道の戦いでは王経の窮地を救ったことを、共闘した陳泰から高く評価され、陳泰は鄧艾の才能に敬意を抱き、10歳以上年齢の離れた彼ら(鄧艾の方が年上)は「忘年の交わり（年齢差を越えた交わり）」を結んだことになっている。
その後は、正史同様に蜀漢を滅ぼしたが謀反の疑いで逮捕され、鍾会の乱の混乱の中で子の鄧忠と共に殺されてしまう。

## 逸話
無類の豚足好きだったと伝えられ、中国河南省商水県には鄧城葉氏猪蹄なる毎日食べても飽きないという複雑な味の豚足料理が伝えられている。
死後、冥界の倉庫で鎧を磨く官に就かされ、指が曲がる程働かされているとある。

## 注
1. ↑  西晉泰始九年，議郎段灼疏武帝中指鄧艾：「七十老公，反欲何求！」(都已經是七十歲老人家了，還做反做什麼！)載《三國志·魏書·卷二十八·王毌丘諸葛鄧鍾傳》
2. ↑  鐘会之乱（中国語版）
3. ↑  “三國志/卷28  鄧艾伝” (中国語). zh.wikisource.org.   维基文库，自由的图书馆. 2023年7月25日閲覧。
4. ↑  『世語』による。
5. ↑  後に鄧艾は汝南太守となると、亡くなっていたその役人の父を祭り、その役人の母に贈り物を与え、その役人の子を計吏に推挙した。
6. ↑  『晋諸公賛』にいう。劉禅は騾馬の引く車に乗って鄧艾のもとに出向いたのであって、国家滅亡の礼を具備してはいない。
7. ↑  「郤正伝」によれば、この文は郤正の作である。
8. ↑  呉漢は蜀の攻略時、公孫述・延岑の一族を皆殺しにしただけでなく、配下の兵に掠奪を許し宮室を焼いたため、光武帝から譴責されている。
9. ↑  文書・帳簿・印鑑を司る文書作成を職務とする。著名な人物では丁原の部下時代の呂布が主簿を務めている。
10. ↑  春秋時代末期の秦の武将、長平の戦いにて敵対する趙軍40万の捕虜を殺害し、そのまま趙の首都邯鄲への進軍を企てたが、その軍功が自らの地位を脅かすものと考えた宰相の范雎によって本国に召喚され、自害させられた。
11. ↑  「諸葛亮伝」が引く『漢晋春秋』
12. ↑  「艾今在尚方摩鎧。十指垂掘。」『幽明録』215